# Женски национален отбор по волейбол на Турция
Женският национален отбор по волейбол на Турция е сформиран от Турската волейболна федерация (TVF) и представлява Турция в международните организации CEV и FIVB.
Отборът е един от най-успешните национални спортни отбори в страната и е наречен "Filenin Sultanları" (на английски: Sultans of the Net) след Европейското първенство по волейбол за жени през 2003 г., организирано в Анкара, Турция. Той е класиран на първо място в световната ранглиста на FIVB от юли 2023 г. Даниеле Сантарели е старши треньор на отбора.

## Постижения

### Настоящ състав
- Главен треньор – Джовани Гуидети